# Орбеу
Орбеу (рум. Orbău) — село у повіті Сату-Маре в Румунії. Входить до складу комуни Чехал.
Село розташоване на відстані 425 км на північний захід від Бухареста, 46 км на південний захід від Сату-Маре, 101 км на північний захід від Клуж-Напоки.

## Населення
За даними перепису населення 2002 року у селі проживали 350 осіб, з них 349 осіб (99,7%) румунів. Рідною мовою 349 осіб (99,7%) назвали румунську.